# Тростянка (река, впадает в Заликовское озеро)
Тростянка — река на западе Тверской области, протекает на территории Торопецкого района. Длина реки составляет 10,3 км.
Вытекает Тростянка из озера Островское, расположенного в 500 метрах к югу от железной дороги Бологое — Великие Луки. Течет на юго-восток, протекает через несколько небольших озёр, пересекает автодорогу 28Н-1800 Торопец — Озерец. После озера Можайское меняет направление на северо-восточное и протекает между деревнями Голостьяново и Дедино. Впадает в западную часть Заликовского озера. Высота устья — 175,9 метров. Принимает несколько мелких ручьёв.